# Coronation Street
Coronation Street è una soap opera britannica in onda dal 1960.
La serie, che va in onda in prima serata, è stata ideata da Tony Warren, è prodotta a Manchester ed è ambientata in una cittadina immaginaria chiamata Weatherfield. 
Si tratta della soap opera della televisione britannica più seguita, nonché la più longeva del mondo fra quelle attualmente in onda: la prima puntata è stata trasmessa il 9 dicembre 1960 su Granada Television (ora ITV), canale che ha continuato a mandarla in onda su tutto il territorio britannico per tutte le sue stagioni. Nel 1984 i Queen, nel videoclip della loro canzone I Want to Break Free realizzarono una parodia della serie, in cui loro stessi erano travestiti nei panni delle protagoniste femminili.